# مسح المراصد العظمى العميق
مسح المراصد العظمى العميق (بالإنجليزية:  Great Observatories Origins Deep Survey)‏ (GOODS)، (قوودس). هو مسح فلكي جمع بين الملاحظات والرصد العميق للفضاء من ثلاثة مراصد عظمى. تابعة لوكالة الفضاء الأمريكية ناسا : تلسكوب الفضاء هابل، و تلسكوب سبيتزر، و مرصد تشاندرا الفضائي للأشعة السينية، بالإضافة إلى التلسكوبات الفلكية الأخرى مثل مقراب إكس إم إم نيوتن الفضائي  وبعض التلسكوبات الأرضية الأكثر قوة في العالم
ويهدف مسح قوودس لتمكين علماء الفلك من دراسة تكوين وتطور المجرات في الكون البعيد (وبالتالي الكون القديم).

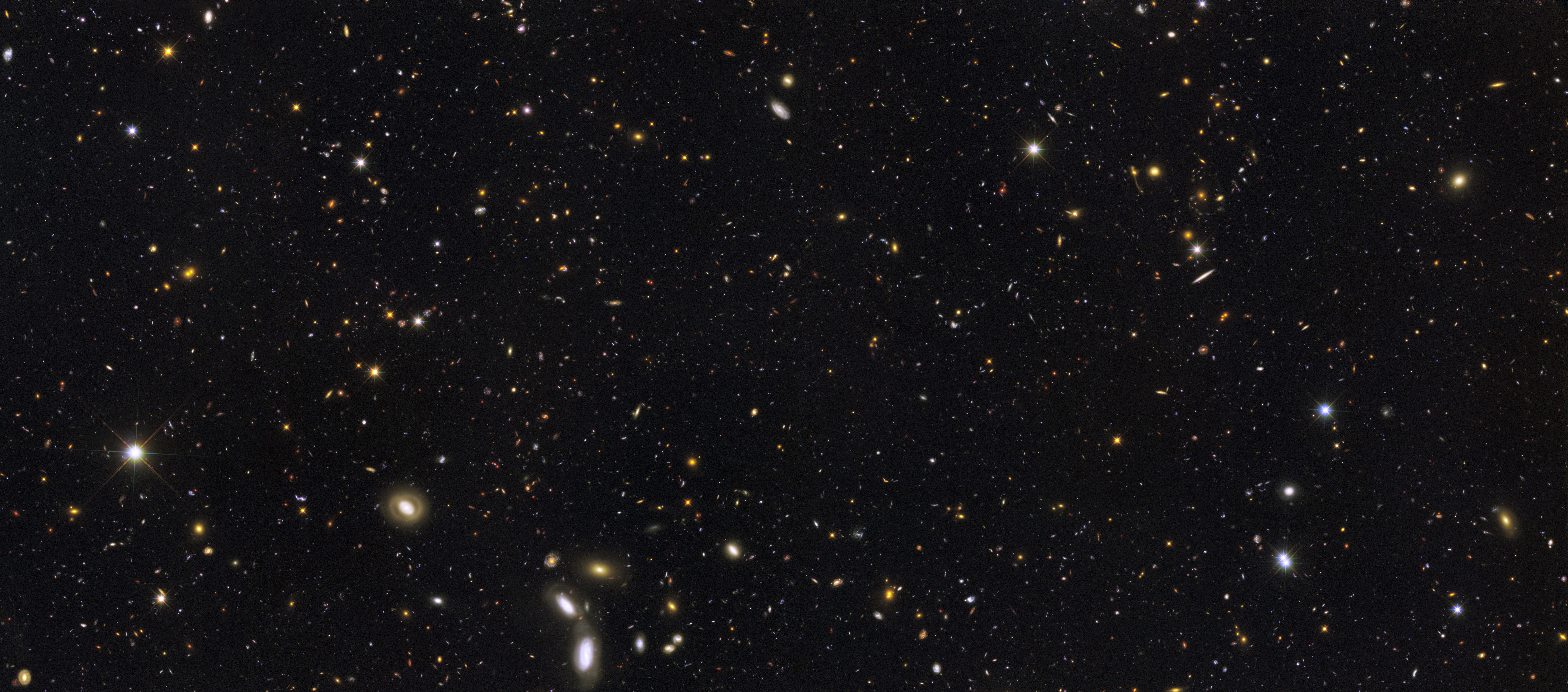
مجال قوودس (من مقراب هابل)

يتكون مسح قوددس من تصوير الطيف المرئي و الأشعة فوق البنفسجية القريبة التي أخذت من كاميرا المسح المتقدم من تلسكوب الفضاء هابل، والتلسكوب العظيم والتلسكوب 4 م في مرصد كيت بيك الوطني. وطيف الأشعة تحت الحمراء من مقراب سبيتزر الفضائي تضاف هذه البيانات إلى بيانات الأشعة السينية من مرصد شاندرا للأشعة السينية ومقراب وكالة الفضاء الأوروبية إكس إم إم نيوتن الموجودة مسبقاً.

## مرصد هيرشل
في مايو 2010، أعلن العلماء أن البيانات بالأشعة تحت الحمراء من المقراب الفضائي هيرشل ستنظم إلى مجموعة بيانات قوودس.
بعد التحليل الأولي للبيانات باستخدام مُستقبِل تصوير طيفي SPIRE، و كاميرا مصفوفة الكشف الضوئي والمطياف PACS
راقب مقراب هيرشل مجال قوودس الشمالي والجنوبي بين عامي 2009 و 2010 و حدد مصادر للأشعة الغامضة التي يطلق عليها خلفية الأشعة تحت الحمراء الكونية.

## معرض الصور

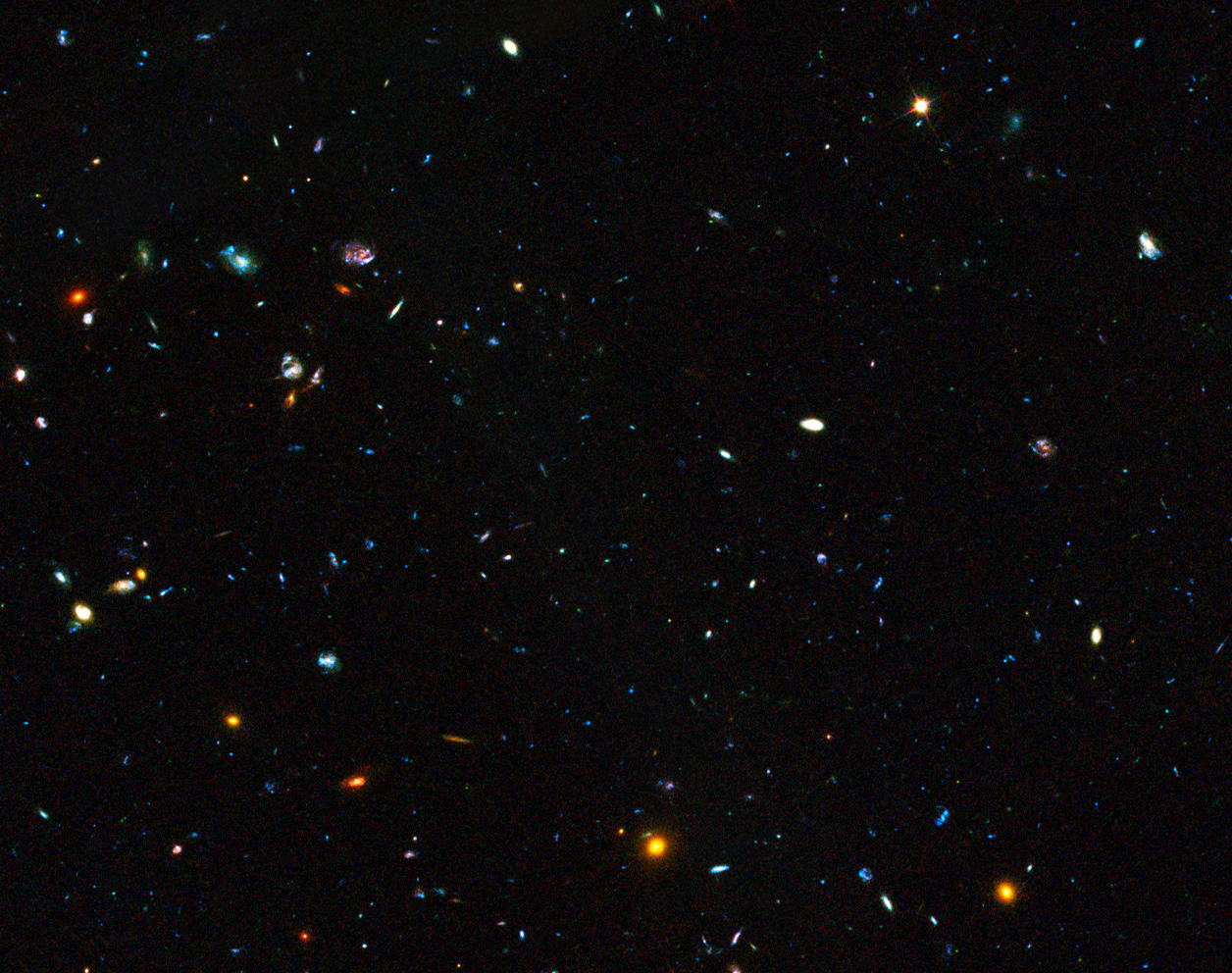
مجال قوودس يحوي مجرات قزمة بعيدة.
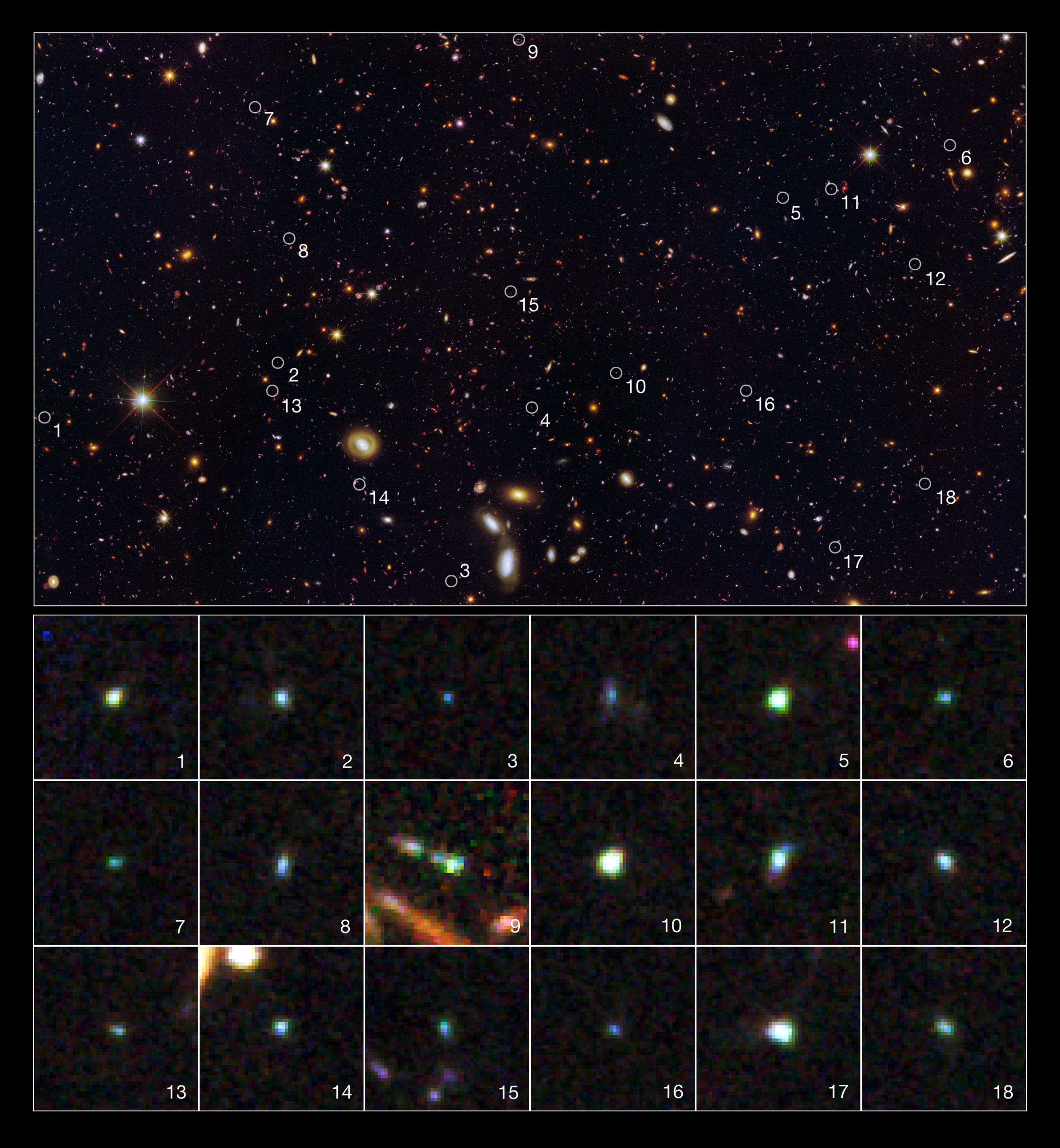
مجال قوودس الجنوبي.
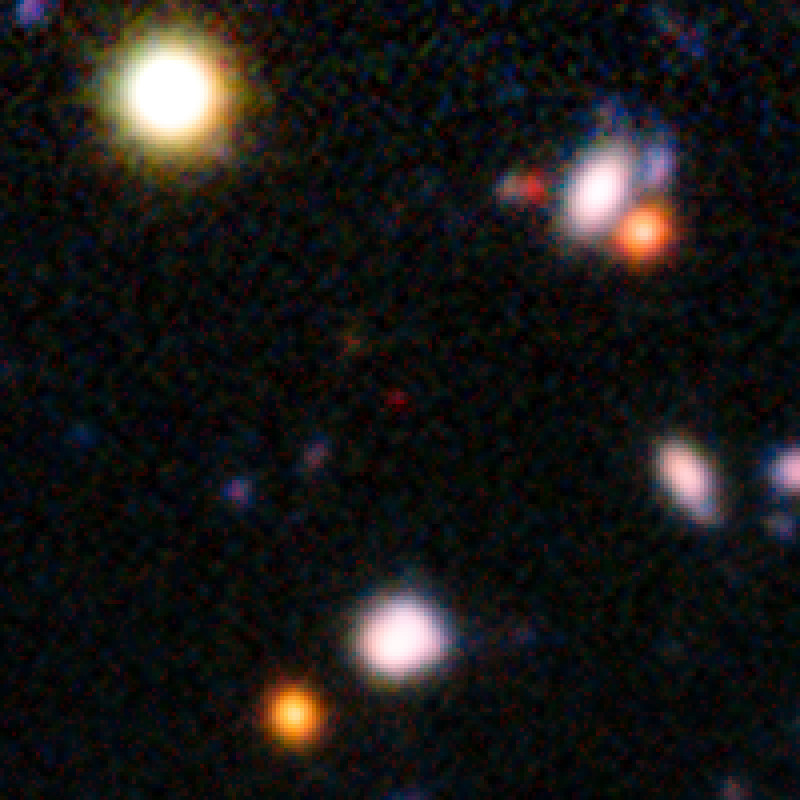
المجرة إن تي تي دي إف -474 .واحدة من خمس مجرات استخدمت لرسم خط زمني لحقبة عودة التأين . [6] صورة من المرصد الأوروبي الجنوبي بواسطة المقراب العظيم.
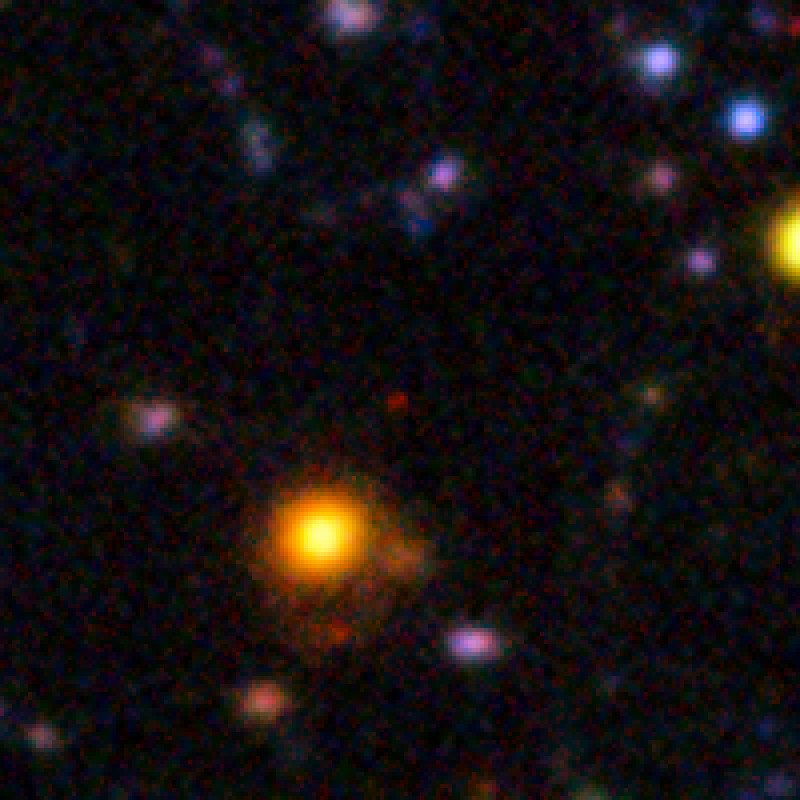
المجرة إن تي تي دي إف-6345 .